# Plesiatropha carpinifolia
Plesiatropha carpinifolia là một loài thực vật có hoa trong họ Đại kích. Loài này được (Pax) Breteler mô tả khoa học đầu tiên năm 2005.